# Лепуша
Лепуша (алб. Lëpushë) је насељено место у општини Велика Малесија у округу Скадар, Албанија. Према попису из 1989. године било је 414 становника.
Лепуша је једно од насеља малисорског племена Клименти. Настало је почетком 20. века досељавањем становника из Вукли и Никчи.